# Goderich, Ontario
Goderich este un oraș în provincia canadiană Ontario și este reședința districtului Huron. Orașul a fost fondat în anul 1827 de William "Tiger" Dunlop. Prima oară este amintit în 1828, orașul este numit după Frederick John Robinson, Viconte de Goderich, el a fost la acea vreme ministru britanic. 
Goderich este amplasat la altitudinea de 213 m deasupra n.m.
La recensământul din 2010, populația orașului era de 8000 loc. el ocupă o suprafață de 7.91 km2.
Situat pe malul de est al lacului Huron, Goderich este cunoscut de vizitatori pentru apusurile de soare. Regina Victoria ar fi spus o dată că Goderich este "cel mai frumoas oraș din Canada", regina n-a vizitat niciodată orașul. La ca. 22 km sud de oraș se află comunitatea Kingsbridge.
Compania "Sifto Canada" exploateză dintr-o mină, sare care este transportată cu vaporul prin portul Goderich aflat pe malul lacului Huron. Mina este una dintre cele mai mari mine de sare din lume.

## Personalități marcante
- David Bauer (1924–1988)
- Albert Dewsbury (1926–2006)
- William "Tiger" Dunlop (1792–1846)
- Gary Doak (n. 1946)
- Joseph Griffin (1849–1925)
- Jennifer Robinson (n. 1976)